# 岩本輝
岩本 輝（いわもと あきら、1992年10月21日 - ）は、山口県防府市出身の元プロ野球選手（投手）、野球指導者。右投左打。現在は阪神の球団職員（アカデミーコーチ）。

## 経歴

### プロ入り前
小学校3年生から野球を始める。防府市立桑山中学校への在学時には、野球部のエースとして、山口県大会優勝・中国大会準優勝を経験した。
山口県立南陽工業高等学校では、1年生の秋から投手を務め、2年生春のセンバツでは2試合連続完投勝利でベスト8に進出、3年生夏の甲子園では中京大中京高との1回戦で99球無四球完投したが1-2で敗れる。
2010年のNPBドラフトで、阪神が4巡目指名し、契約金4,000万円、年俸600万円（金額は推定）で入団する。なお、プロ志望届の提出時点では、5巡目以下の指名であれば大阪市内の企業に就職するとしていた。

### 阪神時代
2011年はウエスタン公式戦6試合に登板、1セーブを挙げ、防御率2.84。
2012年は7月28日初めて出場選手登録され、一軍公式戦登板がないまま8月4日に登録を抹消、9月8日に再登録され翌9日の対中日ドラゴンズ戦（ナゴヤドーム）に先発で一軍デビューし、6回を2安打無失点で一軍初勝利。高校から直接阪神へ入団した投手による一軍初登板・初先発・初勝利は、1951年の西村修以来、61年振り4人目であった。一軍2試合目の9月27日の対東京ヤクルトスワローズ戦（神宮）でも先発し勝利投手になった。阪神で初登板初先発から2試合連続勝利を挙げたのは、1937年の西村幸生以来、75年振り3人目であった。一軍公式戦で防御率0.00、2勝1敗。
2013年は開幕二軍スタート、6月に歳内宏明と共に実戦を離れてミニキャンプに専念する。この年初の一軍公式戦登板となる8月1日の対中日戦（甲子園）でNPB史上最大年齢差（27歳2か月）となる山本昌との先発対決となり、4回2失点で降板、2日に登録抹消される。ウエスタン公式戦18試合に登板、3勝7敗、防御率3.95。
2014年には、春季キャンプで一軍選手主体の「沖縄組」に選ばれた。キャンプ当初は先発要員として調整していたが、実戦登板でロングリリーフへの適性の高さを見せたことから、現役時代に救援で活躍した当時の一軍投手コーチ・中西清起の方針でオープン戦の期間中から中継ぎに転向。4月1日にこの年初めての出場選手登録を果たすと、同日の対中日戦（京セラドーム大阪）で一軍初の救援登板を経験した。しかし、シーズン通算では、すべて救援で4試合の登板にとどまった。
2015年には、2年連続で春季キャンプの「沖縄組」に選出。キャンプ中盤から先発で好投を続けた結果、福岡ソフトバンクホークスとのウエスタン・リーグ公式戦（3月17日）で「開幕投手」を任された。また、一軍でも開幕5戦目の対ヤクルト戦（4月1日・神宮）に先発登板。7回1失点という内容で、自身3年振りの勝利を挙げた。その後は一軍と二軍を往復したが、二軍調整中の6月29日に神宮球場で開かれた侍ジャパン大学日本代表 対 NPB選抜戦では、NPB選抜の9番手投手としてセーブを記録。7月25日の対横浜DeNAベイスターズ戦（甲子園）でおよそ2ヶ月振りに一軍へ復帰してからは、試合序盤からのロングリリーフや、ビハインドの場面からの登板で歳内と共に好投を続けた。一軍のレギュラーシーズン3位で迎えたポストシーズンには登板機会がなかったが、一軍公式戦では自己最多の13試合に登板。自己最長の31回3分の2を投げて、先発とロングリリーフで1勝ずつ記録した。
2016年には、一軍公式戦への登板機会がなく、10月1日に球団から戦力外通告を受けた。12月2日、自由契約公示された。岩本自身は、NPB他球団での現役続行を希望していたことから、11月12日には甲子園球場の12球団合同トライアウトに参加。シートバッティング形式の対戦で、打者3人を相手に、1奪三振1被安打1与四球という結果を残した。しかし、NPB他球団から獲得のオファーを受けるまでには至らなかった。

### BCリーグ・福井時代
2017年1月6日に、BCリーグの福井ミラクルエレファンツが、岩本の入団を発表した。
2017年シーズンは、リーグ戦21試合に登板。8勝8敗、防御率3.22を記録した。シーズン終了後の11月15日には、前年に続いて12球団合同トライアウト（マツダスタジアム）に参加。打者4人を相手に、1奪三振2被安打という結果を残すとともに、ストレートで最速145km/hを記録した。しかし、NPBへの復帰までには至らず、福井へ残留した。
2018年には、中継ぎ投手として、前期リーグ戦26試合に登板。1勝1敗、防御率1.50、通算30投球回で44奪三振という好成績を残した。

### オリックス時代
2018年7月7日に、福井球団と業務提携を結んでいるNPBのオリックス・バファローズが、岩本との間で支配下選手契約に合意したことを発表した。2シーズン振りのNPB復帰で、背番号は91。捕手出身の長村裕之球団本部長が、福井への派遣選手・神戸文也の視察を兼ねて観戦した7月1日のBCリーグ後期・対滋賀ユナイテッドベースボールクラブ戦で好投したことから、長村の即決によってわずか6日で入団の発表にまで漕ぎ着けた。
入団後は、ウエスタン・リーグの公式戦で1勝を挙げた後に、7月27日の対北海道日本ハムファイターズ戦（札幌ドーム）でNPB復帰後初の一軍公式戦登板を果たした。以降の公式戦でも、例年以上に一軍救援陣への負担が増しているチーム事情を背景に、中継ぎ投手として連日登板。8月1日の対東北楽天ゴールデンイーグルス戦（京セラドーム大阪）で、NPB公式戦初ホールドを記録した。延長12回までもつれ込んだ8月4日の対福岡ソフトバンクホークス戦（福岡 ヤフオク!ドーム）では、同点の11回裏からの登板で1回を無失点に抑えたところ、12回表にチームが勝ち越したことによって試合に勝利。岩本も、阪神時代の2015年8月6日に救援で登板した対広島東洋カープ戦（MAZDA Zoom-Zoom スタジアム広島）以来1094日振り、NPB復帰・オリックス入団後の一軍公式戦では初めての白星を挙げた。8月には、1日から15日までの半月間に、8試合の救援登板で5ホールドを挙げるなど健闘。同月後半以降は登板の頻度が減少したものの、一軍公式戦全体では、17試合の登板で1勝2敗5ホールド、防御率4.30という成績を残した。福井時代の年俸は200万円だったが、オリックスでのシーズン終了後には、年俸1,200万円（金額は推定）という条件で契約を更改している。
2019年には、春季キャンプを二軍で迎えながら、キャンプ後のオープン戦では登板した6試合を全て無失点で凌いだ。この実績を背景に、「勝利の方程式」を担うセットアッパー候補として開幕一軍入りを果たすと、3月29日のレギュラーシーズン開幕戦（札幌ドームでの対日本ハム戦）で延長10回の裏に登板。1死3塁から西川遥輝・近藤健介を申告敬遠で立て続けに出塁させた挙句、中田翔にサヨナラ満塁本塁打を浴びたため、チームは8年連続で開幕戦に敗れた。岩本自身も、開幕2カード目の対ソフトバンク戦（京セラドーム大阪）で再び本塁打を浴びるなど振るわず、カード途中の4月3日に出場選手登録を抹消された。その後も、一軍と二軍を往復。レギュラーシーズン全体では一軍公式戦9試合に登板したが、0勝2敗1ホールド、防御率14.73という成績で、シーズン終了後の10月2日に自身2度目の戦力外通告を受けた。なお、11月12日には、二軍の本拠地・大阪シティ信金スタジアムで開かれた合同トライアウトに再び参加。対戦した3人の打者のうち、橋本到に四球による出塁と二盗を許しながらも、残り2人を凡退させた。この年からトライアウトの参加回数に上限（最大2回）が設けられたため、トライアウトの終了後には「（1回目のトライアウト後に）独立リーグ（BCリーグの福井）へ1回行っているので、今後は真剣に考えて（身の振り方に）答えを出したい」とのコメントを残したが、11月23日に自身のinstagramアカウントを通じて現役引退を表明した。

### 現役引退後
2020年1月1日付で阪神球団へ復帰。事業本部振興部の職員として、「タイガースアカデミー ベースボールスクール」の専属コーチを務める。
2022年の阪神ジュニアのコーチに就任し、上本博紀監督のもとNPB12球団ジュニアトーナメントで初優勝に導いた。
2023年シーズンからJr.で共にした上本(監督 同時就任)と阪神タイガース Womenのコーチとして携わり、リーグ1位やクラブ3位・全日本初優勝などへ導いた。当年限りでチームを退団し、引き続き振興部アカデミーでコーチをしている。

## 選手としての特徴・人物
身長182cm・体重80kgという恵まれた体格を生かした本格派右腕で、南陽工OBで広島東洋カープに在籍した投手・津田恒実への憧れから同校に進学。津田を彷彿とさせる最速150km/hのストレートが持ち味であることから、「津田の再来」「津田二世」と呼ばれていた。
速球だけでなく、鋭いフォークボールやスライダーも多投。その一方で、投球中はポーカーフェイスを貫いていた。
愛称は「がんちゃん」。
阪神時代には2年目から一軍公式戦で通算4勝（先発で3勝）を記録しながら、右肩を痛めた影響で、5年目に戦力外通告を受けた。しかし、福井時代に右肩痛が完治したことを機に、救援投手として再起。ロッテ・オリオンズの元クローザーで、千葉ロッテマリーンズから福井球団に投手コーチとして派遣されていた荘勝雄からの指導によって、ストレートの球速がさらに増した。その結果、荘の派遣期間が満了した2018年のBCリーグ公式戦では、中継ぎ陣の柱としてチームの前期リーグ優勝に貢献。阪神退団から2年間叶わなかったNPBへの復帰につながった。

## 詳細情報

### 年度別投手成績
| 年 度     | 球 団      | 登 板 | 先 発 | 完 投 | 完 封 | 無 四 球 | 勝 利 | 敗 戦 | セ 丨 ブ | ホ 丨 ル ド | 勝 率 | 打 者 | 投 球 回 | 被 安 打 | 被 本 塁 打 | 与 四 球 | 敬 遠 | 与 死 球 | 奪 三 振 | 暴 投 | ボ 丨 ク | 失 点 | 自 責 点 | 防 御 率 | W H I P |
| --------- | ---------- | ----- | ----- | ----- | ----- | -------- | ----- | ----- | -------- | ----------- | ----- | ----- | -------- | -------- | ----------- | -------- | ----- | -------- | -------- | ----- | -------- | ----- | -------- | -------- | ------- |
| 2012      | 阪神       | 3     | 3     | 0     | 0     | 0        | 2     | 1     | 0        | 0           | .667  | 76    | 18.2     | 11       | 0           | 11       | 0     | 1        | 11       | 2     | 0        | 1     | 0        | 0.00     | 1.18    |
| 2013      | 阪神       | 1     | 1     | 0     | 0     | 0        | 0     | 0     | 0        | 0           | ----  | 17    | 4.0      | 4        | 0           | 3        | 0     | 0        | 2        | 0     | 0        | 2     | 2        | 4.50     | 1.75    |
| 2014      | 阪神       | 4     | 0     | 0     | 0     | 0        | 0     | 0     | 0        | 0           | ----  | 16    | 3.2      | 3        | 0           | 2        | 0     | 0        | 1        | 1     | 0        | 2     | 2        | 4.91     | 1.36    |
| 2015      | 阪神       | 13    | 4     | 0     | 0     | 0        | 2     | 1     | 0        | 0           | .667  | 144   | 31.2     | 37       | 1           | 15       | 0     | 1        | 20       | 0     | 0        | 13    | 13       | 3.69     | 1.64    |
| 2018      | オリックス | 17    | 0     | 0     | 0     | 0        | 1     | 2     | 0        | 5           | .333  | 63    | 14.2     | 13       | 3           | 7        | 1     | 0        | 7        | 0     | 0        | 8     | 7        | 4.30     | 1.36    |
| 2019      | オリックス | 9     | 0     | 0     | 0     | 0        | 0     | 2     | 0        | 1           | .000  | 43    | 7.1      | 9        | 2           | 11       | 3     | 0        | 5        | 2     | 0        | 12    | 12       | 14.73    | 2.73    |
| 通算：6年 | 通算：6年  | 47    | 8     | 0     | 0     | 0        | 5     | 6     | 0        | 6           | .455  | 359   | 80.0     | 77       | 6           | 49       | 4     | 2        | 46       | 5     | 0        | 38    | 36       | 4.05     | 1.58    |

### 年度別守備成績
| 年 度 | 球 団      | 投手  | 投手  | 投手  | 投手  | 投手  | 投手     |
| 年 度 | 球 団      | 試 合 | 刺 殺 | 補 殺 | 失 策 | 併 殺 | 守 備 率 |
| ----- | ---------- | ----- | ----- | ----- | ----- | ----- | -------- |
| 2012  | 阪神       | 3     | 4     | 4     | 0     | 0     | 1.000    |
| 2013  | 阪神       | 1     | 0     | 2     | 0     | 2     | 1.000    |
| 2014  | 阪神       | 4     | 0     | 0     | 0     | 0     | ----     |
| 2015  | 阪神       | 13    | 1     | 8     | 0     | 1     | 1.000    |
| 2018  | オリックス | 17    | 0     | 2     | 0     | 0     | 1.000    |
| 2019  | オリックス | 9     | 1     | 2     | 0     | 0     | 1.000    |
| 通算  | 通算       | 47    | 6     | 18    | 0     | 3     | 1.000    |

### 記録
NPB
- 初登板・初先発登板・初勝利・初先発勝利：2012年9月9日、対中日ドラゴンズ20回戦（ナゴヤドーム）、6回無失点
- 初奪三振：同上、1回裏に柳田殖生から空振り三振
- 初ホールド：2018年8月1日、対東北楽天ゴールデンイーグルス16回戦（京セラドーム大阪）、10回表に5番手で救援登板、1回無失点

### 独立リーグでの投手成績
| 年 度     | 球 団     | 登 板 | 完 投 | 勝 利 | 敗 戦 | セ 丨 ブ | 勝 率 | 打 者 | 投 球 回 | 被 安 打 | 被 本 塁 打 | 与 四 球 | 与 死 球 | 奪 三 振 | 暴 投 | ボ 丨 ク | 失 点 | 自 責 点 | 防 御 率 | W H I P |
| --------- | --------- | ----- | ----- | ----- | ----- | -------- | ----- | ----- | -------- | -------- | ----------- | -------- | -------- | -------- | ----- | -------- | ----- | -------- | -------- | ------- |
| 2017      | 福井      | 21    | 0     | 8     | 8     | 0        | .500  | 550   | 125.2    | 123      | 11          | 45       | 7        | 98       | 13    | 0        | 60    | 45       | 3.22     | 1.34    |
| 2018      | 福井      | 26    | 0     | 1     | 1     | 1        | .500  | 123   | 30.0     | 25       | 1           | 4        | 4        | 44       | 1     | 0        | 8     | 5        | 1.50     | 0.97    |
| 通算：2年 | 通算：2年 | 47    | 0     | 9     | 9     | 1        | .500  | 673   | 155.2    | 148      | 12          | 49       | 11       | 142      | 14    | 0        | 68    | 49       | 2.84     | 1.27    |

### 背番号
- 59 （2011年 - 2016年、2023年 - ）
- 21 （2017年 - 2018年途中）
- 91 （2018年7月9日 - 2019年）

### 登場曲
- 「友達」HAN-KUN（2011年）
- 「GIFT」Mr.Children（2012年 - 2013年）
- 「HANDS UP」BIGBANG（2014年 - 2015年）
- 「BANG BANG BANG」BIGBANG（2016年）